# 藏南星
藏南星（学名：Arisaema propinquum）为天南星科天南星属的植物。分布于不丹、印度、尼泊尔、锡金以及中国大陆的西藏自治区等地，生长于海拔2,700米至3,900米的地区，目前尚未由人工引种栽培。